# Earth Departure Stage

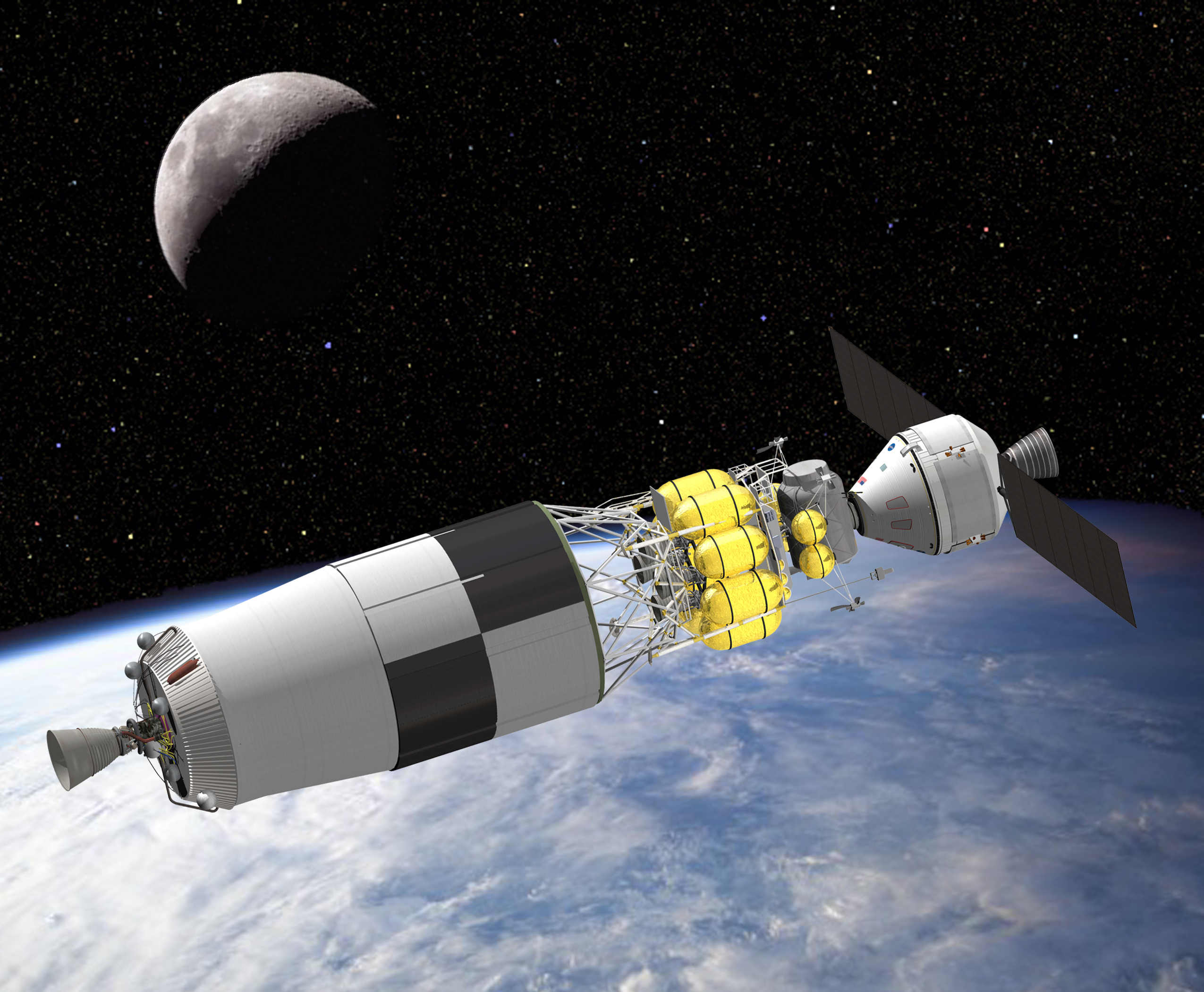
Earth Departure Stage med Altair och Orion CEV i omloppsbana runt Jorden.

Earth Departure Stage, (engelska för "jordavrese[raket]steg"), förkortat EDS, var det planerade kryogeniska övre raketsteget i NASA:s Ares V-raket. Raketprojektet Ares var en del i Constellationprogrammet, som lades ner 2010. 
Som del av Constellationprogrammet skulle dess uppgift vara att ge Orion-farkosten extra rörelseenergi för att kunna lämna Jordens omedelbara närhet och nå avlägsnare mål, mer specifikt månen. Till skillnad från S-IVB-steget i Apolloprogrammets Saturnraketer som skickade upp både besättningskapsel och månlandare till månen med samma raket, skulle EDS enbart bära Orions månlandare, Altair, i rymden; Orions kommandomodul skulle skickas upp med en separat uppskjutning av en Ares I-raket, varpå månlandaren och kommandomodulen skulle docka i omloppsbana runt Jorden. När dockningen var genomförd, skulle EDS återstartas och då ge Orionfarkosten tillräckligt med energi för att uppnå flykthastigheten från Jorden och således nå månen och eventuellt andra avlägsnare mål.

## Beskrivning
EDS skulle använda sig av raketmotorn J-2X, en förbättrad variant av Apolloprogrammets J-2. Som sin föregångare drivs J-2X med flytande väte och flytande syre och har återstartsmöjlighet. Detta skiljer sig från de flesta raketmotorer (som till exempel rymdfärjans SSME) som bara avfyras en gång. Ursprungligen skulle EDS ha två J-2X-motorer, men NASA:s beslut att göra Ares-Vs första steg starkare genom att använda fem RS-68-motorer gjorde den andra J2-X-motorn onödig.
Flygkroppen och bränsletankarna för J2-X-motorns flytande väte och flytande syre skulle tillverkas i en aluminium/litium-legering.

## Uppdrag
Utöver sin huvudsakliga roll i månlandningar planerades EDS att användas för att proviantera ISS, räddning och evakuering av andra rymdfarkostbesättningar, och bemannade färder till Mars. En annan möjlig uppgift som diskuterades var att transportera Orionfarkosten till sol-jordensystemets lagrangepunkt L2, där rymdteleskop som det planerade James Webb Space Telescope (JWST) skulle kunna få service av astronauter. Bland andra tänkbara Orion/EDS-resmål räknades jord-månesystemets langrangepunkter och jordnära objekt.